# Puccinials
Els puccinials (Puccinales) són un ordre de fongs basidiomicots de la classe dels pucciniomictes (Pucciniomycetes). Més del 95% de les espècies i 75% dels gèneres dels pucciniomicets pertanyen a l'ordre dels puccinials.
S'estima que hi ha uns 168 gèneres i unes 7.000 espècies, més de la meitat de les quals pertanyen al gènere Puccinia.

## Història natural
Els puccinials inclouen els rovells, paràsits altament especialitzats que poden causar danys greus a l'agricultura, amb diverses característiques úniques. En els cicles més complexos hi pot haver fins a cinc tipus diferents d’espores, en estadis successius de reproducció que, en quatre dels casos, es formen agrupades en sorus (picnis, ecis, uredinis i telis), que donen picniòspores, eciòspores, urediniòspores i teliòspores, respectivament; el cinquè tipus d'espora són les basidiòspores que es formen als basidis.
Normalment afecten plantes sanes i vigoroses i la infestació es redueix a parts de les plantes. Les plantes afectades poden presentar clorosi. Poden tenir un primer hoste (per exemple plantes del gènere Juniperus) i un segon hoste (per exemple la perera). Cal destacar el rovell del blat (Puccinia graminis); plantes com el blat i el xenixell són molt vulnerables als rovells.

## Taxonomia
Aquests fongs es troben agrupats en les següents famílies:
- Família Araucariomycetaceae
- Família Coleosporiaceae
- Família Crossopsoraceae
- Família Endoraeciaceae
- Família Gymnosporangiaceae
- Família Hyalopsoraceae
- Família Melampsoraceae
- Família Milesinaceae
- Família Neophysopellaceae
- Família Nothopucciniastraceae
- Família Nyssopsoraceae
- Família Ochropsoraceae
- Família Phakopsoraceae
- Família Phragmidiaceae
- Família Pileolariaceae
- Família Pucciniaceae
- Família Pucciniastraceae
- Família Raveneliaceae
- Família Rogerpetersoniaceae
- Família Skierkaceae
- Família Sphaerophragmiaceae
- Família Thekopsoraceae
- Família Tranzscheliaceae
- Família Uncolaceae
- Família Uromycladiaceae
- Família Zaghouaniaceae

## Curiositats
El rovell és una de les espècies "vegetals" esmentades al Nou Testament, Mat. 6:19:
"No aplegueu riqueses sobre la terra, on l'arna i el rovell les destrueixen, i on els lladres entren i les roben.